# Строитель (футбольный клуб, Рудный)
«Строитель» — советский футбольный клуб из Рудного. Основан не ранее 1963 года.

## Достижения
- 7-е место в зональном турнире класса «Б» (1969).

## Результаты выступлений
| Сезон | Турнир                                        | Достижение          |
| ----- | --------------------------------------------- | ------------------- |
| 1963  | Чемпионат Казахской ССР, Финал                | 5-е место           |
| 1967  | Чемпионат Казахской ССР, Западная подгруппа   | 7-е место           |
| 1968  | Чемпионат СССР 1968, класс «Б», Казахстан     | 16-е место          |
| 1968  | Кубок СССР 1968, Казахстан                    | 1/8 финала          |
| 1969  | Чемпионат СССР 1969, класс «Б», Казахстан     | 7-е место           |
| 1969  | Кубок СССР 1969, Казахстан                    | 1/16 финала (отказ) |
| 1970  | Чемпионат СССР 1970, класс «Б», Казахстан     | 10-е место          |
| 1970  | Кубок СССР 1968, Казахстан                    | 1/8 финала          |
| 1988  | Чемпионат Казахской ССР, Северная зона        | 2-е место           |
| 1988  | Чемпионат Казахской ССР, Финал, 1-я подгруппа | 4-е место           |